# Desa Karangnangka (administrativ by i Indonesien, Jawa Timur, lat -7,15, long 114,58)
Desa Karangnangka är en administrativ by i Indonesien.   Den ligger i provinsen Jawa Timur, i den västra delen av landet, 900 km öster om huvudstaden Jakarta. Desa Karangnangka ligger på ön Pulau Raas.